# Масакр у Ловасу
Масакар у Ловасу је злочин против Хрвата и других несрба које су у насељу Ловас у западном Срему починиле српске паравојне формације за време рата у Хрватској. У ужем смислу се под тим подразумева масовно убиство извршено 10. октобра 1991, односно непосредно пошто су то село заузеле снаге ЈНА и српске паравојне формације и када су убијене 22 особе, а до 18. октобра убијене су још 23 особе у импровизованим затворима. Осам дана касније су припадници српских паравојних формација натерале групу од 51 становника Ловаса да уђу у минско поље и тако га „очисте"; том приликом су погинуле 22 особе док је у спорадичним инцидентима страдало још троје цивила. Убиства су се наставила до 20. октобра када су српске паравојне формације замениле редовне јединице ЈНА. Међутим, након повлачења ЈНА и повратка паравојних формација, становништво је 24. децембра одлучило да напусти Ловас. Сматра се да је у Ловасу у том периоду погинуло најмање 70 цивила.
Након завршетка рата и увођења прелазне управе УН, 1997. године је откривена заједничка гробница на католичком гробљу. Жртве су свечано сахрањене у пролеће 1998.
Масакр у Ловасу је МКСЈ спомињао као део оптужнице против Слободана Милошевића. Године 2003. су хрватске власти подигле оптужницу против команданта села Љубана Деветка и начелника милиције Милана Девчића, те још 16 особа за ратни злочин. Од њих је свима, осим једног, суђено у одсуству.
У новембру 2007. је против припадника српских паравојних формација које се терете за масакре покренут кривични поступак пред Специјалним судом за ратне злочине у Београду. 26. јуна 2012. првооптужени Љубан Деветак осуђен је на 20 година затвора, другооптужени Милан Девчић на 10, трећеоптужени Милан Радојчић на 13 година, а Жељко Крњајић на 10 година затвора.
Осуђена су и четворица бивших чланова ЈНА - Миодраг Димитријевић на 10, Дарко Перић и Радован Влајковић на по 5 и Радисав Јосиповић на 4 године затвора.
Бивши припадници паравојне формације „Душан силни“ Јован Димитријевић и Зоран Косијер осуђени су на 8, односно 9 година затвора, Саша Стојановић, Драган Бачић, Петроније Стевановић на 8, 6 и 14 година затвора, а Александар Николаидис на 6 година затвора.